# 枇杷葉灰木
枇杷葉灰木（学名：Symplocos stellaris），又名老鼠屎、老鼠矢，为灰木科灰木屬下的一个种。

## 扩展阅读
- 維基物種上的相關：枇杷葉灰木